# Scaphisoma funereum
Scaphisoma funereum – gatunek chrząszcza z rodziny kusakowatych, podrodziny łodzikowatych i plemienia Scaphisomatini.
Gatunek ten opisany został w 1977 roku przez Ivana Löbla.
Chrząszcz o ciele długości od 1,25 do 1,4 mm, ubarwiony ciemnobrązowo do czarnego z jasnoochrowymi końcowymi segmentami odwłoka, niekiedy rudymi hypomerami oraz ochrową lub żółtawą plamą przedwierzchołkową na pokrywach lub takąż całą wierzchołkową ¼ lub ⅓ pokryw. Oczy są silnie wcięte. Trzeci człon czułków jest około trzykrotnie dłuższy niż szerszy i łącznie z członem czwartym mają mniej więcej długość członu piątego. Punktowanie pokryw, bocznych części zapiersia (metawentrytu) i pierwszego widocznego sternitu odwłoka jest bardzo delikatne, a na tym ostatnim równomierne. Tylna para skrzydeł jest w pełni wykształcona. Linie zabiodrowe bioder tylnych są silnie łukowato zakrzywione. Samiec ma smukłe paramery z przezroczystą apofizą, a edeagus z silnie zredukowaną nabrzmiałą częścią nasadową i łukowatym wyrostkiem dystalnym.
Owad endemiczny dla krainy australijskiej, znany z Wyspy Północnej Nowej Zelandii oraz Nowej Południowej Walii i Queensland w Australii. Żeruje na podstawczakach, w tym na muchomorze czerwonym.